# Michèle Bribosia-Picard
Michèle M.G.A. Picard, épouse d'Albert Bribosia,  est une femme politique belge wallonne, membre du PSC, dont elle est présidente nationale des femmes PSC de 1988 à 1996.

## Biographie
Elle est licenciée en sciences géographiques (ULg) et est professeure. De 1977 à 1988, elle est attachée ou conseillère de différents cabinets ministériels (Éducation nationale, Intérieur et Réformes institutionnelles, Affaires étrangères, Intérieur, Fonction publique et Décentralisation).
En 1992, elle devient membre du Comité politique mondial de l'Internationale des femmes démocrates chrétiennes (IFDC) et de 1993 à 1997, elle fait partie du bureau du Conseil de l'égalité des chances entre hommes et femmes. en 1995, elle est aussi brièvement membre du CA de la RTBF.

## Carrière politique
- 1995-1997 : sénatrice cooptée

## Sources
- Sa bio sur le site du Sénat belge